# 제46회 세자르상
제46회 세자르상은 2021년 3월 12일에 열린 시상식이다.

## 수상 및 후보

### 작품상
- 바이 바이 모론스 - 알베르 뒤퐁텔 수상
- 아돌레센트 - 세바스찬 리프쉬츠
- 마이 동키, 마이 러버 & 아이 - 캐롤라인 버그널
- 러브 어페어 : 우리가 말하는 것, 우리가 하는 것 - 엠마누엘 무레
- 썸머 85 - 프랑소와 오종

### 감독상
- 바이 바이 모론스 - 알베르 뒤퐁텔 수상
- 마이웬 - DNA
- 아돌레센트 - 세바스찬 리프쉬츠
- 러브 어페어 : 우리가 말하는 것, 우리가 하는 것 - 엠마누엘 무레
- 썸머 85 - 프랑소와 오종

### 남우주연상
- 어 선 - 사미 부아질라 수상
- 이노머스 - 조나단 코헨
- 바이 바이 모론스 - 알베르 뒤퐁텔
- 러브 어페어 : 우리가 말하는 것, 우리가 하는 것 - 니엘스 슈나이더
- 드 골레 - 램버트 윌슨

### 여우주연상
- 마이 동키, 마이 러버 & 아이 - 로르 칼라미 수상
- 우리 둘 - 마틴 슈발리에
- 바이 바이 모론스 - 비르지니 에피라
- 러브 어페어 : 우리가 말하는 것, 우리가 하는 것 - 카멜리아 조다나
- 우리 둘 - 바바라 수코바

### 남우조연상
- 바이 바이 모론스 - 니콜라스 마리 수상
- 하우 투 비 어 굿 와이프 - 에두아르 바에르
- DNA - 루이 가렐
- 마이 동키, 마이 러버 & 아이 - 벤자민 라베른헤
- 러브 어페어 : 우리가 말하는 것, 우리가 하는 것 - 빈센트 맥케인

### 여우조연상
- 러브 어페어 : 우리가 말하는 것, 우리가 하는 것 - 에밀리 드켄 수상
- DNA - 화니 아르당
- 썸머 85 - 발레리아 브루니 테데스키
- 하우 투 비 어 굿 와이프 - 노에미 르보브스키
- 하우 투 비 어 굿 와이프 - 욜랜드 모로

### 신인남우상
- 토트 심플먼트 누아 - 장-파스칼 자디 수상
- 나이트 라이드 - 구앙 후오
- 썸머 85 - 펠릭스 르페브르
- 썸머 85 - 벤자민 부아쟁
- 미스 - 알렉상드르 웨터

### 신인여우상
- 큐티스 - 파티아 유수프 수상
- 소녀의 팔찌 - 멜리사 궈스
- 섹스피쉬 - 인디아 헤어
- 러브 어페어 : 우리가 말하는 것, 우리가 하는 것 - 줄리아 피아톤
- 파일 유니크 - 카밀 루더포드

### 각본상
- 바이 바이 모론스 - 알베르 뒤퐁텔 수상
- 마이 동키, 마이 러버 & 아이 - 캐롤라인 버그널
- 러브 어페어 : 우리가 말하는 것, 우리가 하는 것 - 엠마누엘 무레
- 우리 둘 - 필리포 메네게티 외 1명
- 딜리트 히스토리 - 베누아 델핀

### 각색상
- 소녀의 팔찌 - 스테판 드무스티어 수상
- 와스프 네트워크 - 올리비에 아사야스
- 마마 위드 - 아넬로에 카에르 외 1명
- 썸머 85 - 프랑소와 오종
- 스몰 컨츄리 - 에릭 바르비에

### 촬영상
- 바이 바이 모론스 - 알렉시스 카비치네 수상
- 아돌레센트 - 앙투안 파루티 외 1명
- 마이 동키, 마이 러버 & 아이 - 사이먼 보필스
- 러브 어페어 : 우리가 말하는 것, 우리가 하는 것 - 로렌트 데스멧
- 썸머 85 - 히샤메 알라우이

### 의상상
- 하우 투 비 어 굿 와이프 - 매들린 폰테인 수상
- 바이 바이 모론스 - 미미 렘피카
- 러브 어페어 : 우리가 말하는 것, 우리가 하는 것 - 헬레네 다보디안
- 드 골레 - 아나이스 로망 외 1명
- 썸머 85 - 파스칼린 샤반느

### 음향상
- 아돌레센트 - 욜란드 데카르신 외 3명 수상
- 바이 바이 모론스 - 장 미농두 외 2명
- 마이 동키, 마이 러버 & 아이 - 기욤 바렉스 외 2명
- 러브 어페어 : 우리가 말하는 것, 우리가 하는 것 - 막심 가바우단 외 2명
- 썸머 85 - 브리짓 테일앤디어 외 2명

### 편집상
- 아돌레센트 - 티나 바즈 수상
- 바이 바이 모론스 - 크리스토프 피넬
- 마이 동키, 마이 러버 & 아이 - 아네트 뒤테르트르
- 러브 어페어 : 우리가 말하는 것, 우리가 하는 것 - 마셜 살로몬
- 썸머 85 - 로르 가르데트

### 음악상
- 나이트 라이드 - 론 수상
- 바이 바이 모론스 - 크리스토프 줄리앙
- DNA - 스티븐 워벡
- 마이 동키, 마이 러버 & 아이 - 마테이 브래이트스콧
- 썸머 85 - 장 베누아 뒹켈

### 미술상
- 바이 바이 모론스 - 칼로스 콘티 수상
- 하우 투 비 어 굿 와이프 - 티에리 프랑수아
- 러브 어페어 : 우리가 말하는 것, 우리가 하는 것 - 데이비드 페브르
- 드 골레 - 니콜라스 드 부아킬레
- 썸머 85 - 비노잇 바로우

### 단편영화상
- 염소들이 죽는다 하더라도 - 소피아 아나위 수상
- 디 아토믹 어드벤처 - 로익 바르체
- 프리드 - 조사 안제베
- 아몬드 나무 사이 - 마리 르 플록
- 퍼스트 굿바이 - 마틸드 프로핏

### 애니메이션상 - 단편
- 그리고 곰 - 아그네스 패트런 수상
- 바흐-홍 - 엘사 더하멜
- 숨즈 오디세이 - 줄리엔 비사로
- 네틀 헤드 - 폴 카본

### 애니메이션상 - 장편
- 요제프 - 아우렐 수상
- 캘러미티 제인 - 레미 샤예
- 쁘띠 뱀파이어 - 조안 스파

### 외국어영화상
- 어나더 라운드 - 토마스 빈터베르그 수상
- 1917 - 샘 멘데스
- 문신을 한 신부님 - 얀 코마사
- 다크 워터스 - 토드 헤인즈
- 어거스트 버진 - 호나스 트루에바

### 데뷔작품상
- 우리 둘 - 필리포 메네게티 수상
- 마이 베스트 파트 - 니콜라스 모리
- 큐티스 - 메이무나 도꼬레
- 토트 심플먼트 누아 - 장-파스칼 자디 외 1명
- 아랍 블루스 - 마넬레 라비디

### 다큐멘터리상
- 아돌레센트 - 세바스찬 리프쉬츠 수상
- 더 타이 - 에티엔 샤이유 외 1명
- 시릴 - 로돌페 마르코니
- 히스토리에 던 리가드 - 마리아나 오테로
- 더 모노폴리 오브 바이올린스 - 다비드 뒤프렌느

### 세자르 기념일
- CESAR ANNIVERSAIRE A LA TROUPE DU SPLENDID - 조시앙 발라스코 외 6명 수상

### 세자르 고등학생상
- 바이 바이 모론스 - 알베르 뒤퐁텔 수상

## 같이 보기
- 제33회 유럽 영화상